# Abū l-Makārim
Abū l-Makārim (arabisch أبو المكاريم, auch al-Makarim; * vor 1160; † nach 1190) war ein Kopte und Schriftsteller.
Er schrieb in Kairo in arabischer Sprache eine »Geschichte der Kirchen und Klöster Ägyptens«, in der er zu jeder Kirche und jedem Kloster Ägyptens (einschließlich Nubiens) alle verfügbaren Nachrichten zusammenstellt, einerseits aus älteren Schriften, anderseits aus eigener Kenntnis oder vom Hörensagen. Ein Anhang, vielleicht aus anderer Feder, behandelt Asien und Europa. Die „Geschichte“ des Abū l-Makārim wurde früher dem Armenier Abū Sālih zugeschrieben. 

## Übersetzungen
- Abu Salih the Armenian, B.T.A. Evetts, Alfred Butler: The Churches and Monasteries of Egypt and Some Neighbouring Countries. Oxford 1895, Nachdruck 2001. ISBN 0-9715986-7-3 (engl. Übersetzung des 2. Teils)
- Bishop Samuel (Hrsg.): Abu al Makarem, History of the Churches and Monasteries in Lower Egypt in the 13th Cent. Cairo 1992 (engl. Übersetzung des 1. Teils)